# Vladimir et Rosa
Vladimir et Rosa è un film del 1970 realizzato dal collettivo cinematografico Gruppo Dziga Vertov, i cui principali esponenti sono Jean-Pierre Gorin e il regista franco-svizzero Jean-Luc Godard.
Ufficialmente ultimo prodotto artistico del Gruppo (il successivo Crepa padrone, tutto va bene del 1972 è accreditato direttamente ai nomi di Godard e Gorin), Vladimir et Rosa è una specie di “cinegiornale ricostruito” come quelli che Méliès metteva in scena usando attori al posto di re e generali, però in stile agit-prop tra Majakovskij e Brecht, che prende come spunto un fatto reale dell'attualità politica negli anni della contestazione: il processo a sette attivisti della sinistra radicale bianca e un leader afroamericano accusati di una sommossa a Chicago.

## Trama
Jean-Luc Godard e Jean-Pierre Gorin interpretano più di un personaggio a testa, e a volte i ruoli non sono ben definiti: Godard è un uomo di nome Friedrich Vladimir, poi un imputato al processo e infine un poliziotto con tanto di manganello di legno; Gorin è un personaggio di nome Karl Rosa e anche un giudice al processo, ma di volta in volta i due si comportano come se fossero se stessi.
I ruoli dei personaggi sono caratterizzati di volta in volta da simboli vistosi e riconoscibili, come una toga da magistrato, armi e catene. I dialoghi si alternano alla lettura di testi marxisti o del movimento femminista, e spesso i personaggi cantano tutti insieme brani di musica nera o canzoni di protesta. Attraverso questi “quadri” si rappresentano le premesse della ricostruzione degli eventi, cioè il fatto che i disordini di Chicago siano stati provocati dalla polizia.
La lunga sequenza centrale è ripresa in un campo da tennis, dove Vladimir e Rosa mettono in scena un interrogatorio reciproco, un meta-commento del film stesso con tanto di esibizione di microfono e macchina da presa. La scena è interrotta a più riprese da inserti vari, e il sonoro non è sempre perfettamente udibile. Inoltre, nello stesso tempo è in corso sul campo una vera partita di tennis tra giocatori vestiti in tenuta bianca. Mentre parlano, Vladimir e Rosa balzano da una parte all'altra della rete, e intanto le palline schizzano in ogni direzione, colpendo talvolta i personaggi.
Le scene e le sequenze di immagini sono commentate dalle voci dei due, mentre al loro posto vengono inquadrati dei simboli (per esempio una rosa invece di Karl Rosa, oppure la cinepresa o ancora il registratore audio). Verso il termine della pellicola, le loro voci off commentano il film appena prodotto e discutono su cosa significhi fare film politici.

## Critica
Vladimir et Rosa è in certo senso l'unico film del Gruppo Dziga Vertov che sia stato davvero elaborato collettivamente, con intervento diretto di una mezza dozzina di membri. L'idea ha origine quando nel 1970 Godard e Gorin si accingono a girare un nuovo lavoro perché si rendono conto che il materiale destinato a Jusqu'à la victoire non è utilizzabile (diventerà dopo qualche anno Ici et ailleurs di Godard e Anne-Marie Miéville). La commessa giusta arriva dal distributore americano Grove Press, che già aveva prodotto Pravda, associato con una televisione regionale della Germania occidentale: il finanziamento è di 12.000 dollari in totale, più 110.000 franchi da vari soci francesi.
Il titolo, che allude esplicitamente a Vladimir Lenin e Rosa Luxemburg, è studiato solo per accontentare la produzione tedesca che l'ha commissionato; il soggetto in realtà è ispirato a un fatto di attualità politica, il cosiddetto “processo agli 8 di Chicago”, che si ritorse come un boomerang contro il sistema giudiziario statunitense. Gli imputati, otto esponenti dell'estrema sinistra americana negli anni della contestazione, erano accusati di avere provocato una sommossa durante il congresso elettorale del Partito Democratico a Chicago nell'agosto 1968; le udienze del processo si erano trasformate ben presto in un autentico show grazie alle risposte burlesche durante gli interrogatori, una sorta di performance di sapore brechtiano che aveva messo in ridicolo l'impianto accusatorio. Dopo sei mesi di circo mediatico, erano state inflitte solo condanne per ingiurie alla corte. Gli imputati erano nomi celebri della contestazione USA: Tom Hayden, Abbie Hoffman, Jerry Rubin, Bobby Seale, Rennie Davis, Lee Weiner, John Froines e John Dellinger.
Affascinati da quella che vedono come una performance teatrale d'avanguardia, Godard e Gorin si procurano e studiano con attenzione i verbali del processo. La loro opinione è che gli 8 di Chicago siano riusciti a “ritorcere lo spettacolo contro il potere della borghesia”, e vogliono riprodurre tramite la farsa lo stesso effetto sullo schermo. Per i testi utilizzano anche verbali di processi ancora in corso in Francia, come quello ai redattori del giornale maoista La cause du peuple. Il risultato è un film sgangherato e clownesco, alla Mack Sennett o nella tradizione burlesque di Jerry Lewis e Stanlio e Ollio, dei quali sia Godard che Gorin sono fans sfegatati. I due portano alle estreme conseguenze il loro omaggio a un cinema comico primitivo in cui non solo i personaggi, ma anche la scenografia, persino il linguaggio filmico sono definitivamente burlesque, e la consueta macchina dialettica dello Dziga Vertov si trasforma in una costruzione priva di gerarchie narrative, una struttura definitivamente non lineare.
Le riprese hanno luogo tra fine agosto e metà settembre 1970 in uno studio di montaggio cinematografico in rue de Rennes a Parigi. Interpretando Vladimir, Godard sperimenta la forma embrionale di un personaggio che incarnerà ancora spesso nei film futuri, l'idiota/buffone (il più noto è lo zio Jeannot di Prénom Carmen), a metà tra Dostoevskij e un giullare scespiriano.
Il film sconcerta la critica, persino quella militante, e i due autori lo disconoscono quasi subito. Gorin lo rinnega in un'intervista a The Velvet Light Trap, rivista di sinistra statunitense. La Grove Press elimina alcune scene in cui i due autori fanno i clown e le sostituisce con una sequenza in cui Abbie Hoffman e Jerry Rubin guardano il film stesso su uno schermo e lo criticano severamente. Il film esce in sala a New York il 16 aprile 1971 tra l'indifferenza generale. Munich Tele-Pool rifiuta, come c'era da aspettarsi, di mandarlo in onda.